# Scolastica Rivata
Orsola Rivata, en religion Mère Scolastica (en français : Mère Scholastique), née le 12 juillet 1897 à Guarene et morte le 24 mars 1987à Sanfrè, est une religieuse catholique italienne, cofondatrice et première supérieure générale de la congrégation des Sœurs disciples du Divin Maître. Réputée pour sa joie et son désintéressement malgré les épreuves, elle fut un exemple de vie religieuse pour ses sœurs. Ayant entamé un processus pour sa béatification, l'Église catholique lui a déjà décerné le titre de vénérable.

## Biographie

### Premières années
Née près de Coni en Italie, Orsola Rivata est l'aînée de quatre enfants. Elle sera profondément marquée par la mort prématurée de sa mère, alors qu'elle n'avait que six ans. N'ayant pu continuer sa scolarité, elle se livre à de nombreuses lectures, notamment spirituelles. C'est en poussant la porte d'une librairie qu'elle fera la connaissance de Don Giacomo Alberione, un jeune prêtre qui a fait de l'édition et des mass médias son principal apostolat. Ravie de cette rencontre, c'est après avoir obtenu l'accord de son père qu'Orsola rejoignit la toute nouvelle congrégation des Filles de Saint-Paul, le 29 juillet 1922 à Alba. Rapidement, Don Alberione lui fit part de son désir de créer une nouvelle congrégation qui serait plus contemplative, et particulièrement tournée vers l'Adoration eucharistique, pour le rachat des pécheurs. Ce serait une œuvre d'apostolat indirect, qui passerait par la prière. Il perçoit Orsola comme la plus adaptée à ce projet et lui demande de l'aider. Recueillant quelques jeunes femmes désireuses de mener cet idéal de vie spirituelle, Don Alberione et la jeune Rivata fondent ensemble une nouvelle communauté, qui deviendra la congrégation des Sœurs disciples du Divin Maître.

### Supérieure indésirée
Le 25 mars 1924, elle fait sa profession religieuse, avec ses huit compagnes, sous le nom de sœur Scolastica. Elle sera choisie comme supérieure générale mais le développement de l'institut ne sera pas facile. En 1929, les Sœurs disciples du Divin Maître, pourtant contemplatives, sont englobées à l'institut des Filles de Saint-Paul qui sont apostoliques. En 1935, c'est une religieuse des Filles de Saint-Paul qui fut désignée supérieure générale et Mère Scolastica est alors éloignée et envoyée en Égypte pour y fonder un couvent. Deux ans plus tard, elle sera rappelée par Don Alberione, qui la remettra à la tête de ses religieuses, au côté de Don Timoteo Giaccardo, pour défendre l'autonomie de sa congrégation auprès des dicastères du Saint-Siège. 
Éloignée de sa congrégation encore une fois, Mère Scolastica fut accueillie à Rome puis en France, acceptant tout avec résignation, se préoccupant plus de la sanctification des pécheurs que des discordes agitant l'intérieur des congrégations. Revenue en Italie en 1948, au moment où l'institut des Sœurs disciples du Divin Maître sera enfin reconnu par le Saint-Siège, elle fut aussitôt envoyée en Argentine. Alors qu'elle aurait pu réclamer les privilèges dus à son rôle de fondatrice et de première supérieure, sœur Scolastica accepta encore une fois d'être éloignée et de ne profiter en rien du succès de son œuvre. Elle assumera le rôle de maîtresse des novices en Argentine jusqu'en 1963. Là, elle se dévoua aux nouvelles recrues, dans le but de parfaire leur formation et de les préparer à une vie de prière, sacrifiée pour les pécheurs. Douée avec les jeunes, elle sera toujours très appréciée. « Femme humble et ardente, elle communiquait quelque chose de grand. Gardant le sourire tout au long des années, elle montrait sa joie née de sa foi, comme un abandon total et confiant d’elle-même dans les mains de Dieu », comme le témoignent les personnes qui l'ont rencontrée.

### Dernières années
De retour en Italie pour le quarantenaire de la fondation de la congrégation, Mère Scolastica sera très recherchée pour ses conseils de vie spirituelle et ses prières. « La sainteté de sa vie, son humilité et son obéissance sans faille faisaient d'elle une autorité, une référence, pour chacune de nous », comme déclara l'une des sœurs qui la connurent. Jusqu'à ce qu'elle ne puisse plus se déplacer seule, Mère Scolastica sut se comporter comme toutes les autres sœurs, ne se mettant jamais en avant et accomplissant les tâches les plus modestes qu'on lui demandait. 
En 1981, elle intégra le couvent de Sanfrè, où elle finira ses jours dans la maladie et la paralysie, continuant de recevoir ses sœurs auprès de son lit, et restant joyeuse jusqu'au bout. Elle mourut le 24 mars 1987 à l'âge de 89  ans.

## Béatification et canonisation
Le 23 octobre 2007, le corps de Mère Scolastica est exhumé, pour le transféré d'Alba à Rome. Bien que bruni, il sera retrouvé intact. Il est aujourd'hui renfermé dans une urne qui est exposée à la vénération des fidèles à l'église du Seigneur-Jésus-Divin-Maître (it) à Rome.
Dès le 13 mars 1993 débute la cause pour la béatification et la canonisation de Mère Scolastica à Alba. L'enquête diocésaine est ensuite envoyée à Rome, en 2009, afin d'y être étudiée par la Congrégation pour les causes des saints. Le 9 décembre 2013, le pape François reconnaît l'héroïcité de ses vertus, lui attribuant ainsi le titre de vénérable. C'est la première étape pour qu'elle soit proclamée sainte.